# Rives (Missouri)
Rives è un villaggio degli Stati Uniti d'America, situato nello Stato del Missouri, nella contea di Dunklin.